# 鵜飼いに恋した夏
『鵜飼いに恋した夏』（うかいにこいしたなつ）は、2014年11月12日22:00 - 22:59にNHK BSプレミアムにて放送された日本のテレビドラマ。NHK京都放送局による京都発地域ドラマとして制作された。主演およびヒロインは伊藤淳史、忽那汐里。
京都府宇治市を舞台に、宇治川の鵜飼いとして働くヒロインに思いを寄せる宇治市役所職員の青年を主人公にし、若者たちの成長を源氏物語宇治十帖をモチーフとして描く。
2015年2月1日13:00 - 13:59に同局で再放送、同年2月28日17:00 - 17:59にNHK総合（近畿エリア）で地上波放送された。
2016年2月14日15:05 - 16:05にNHK総合で地上波初の全国放送がされた。

## 企画・制作
制作に際しては宇治市が協力し、撮影は2014年9月初旬から3週間程度の宇治市内オールロケで巨椋池水の道、宇治川観光通船、萬福寺、槇島府営団地、宇治市立三室戸小学校などで行われた。撮影には市民がエキストラとして多数参加しており、三室戸小学校のシーンのエキストラは同校の生徒、宇治市役所農林茶業課のシーンは実際の市役所を使いそこで働く職員が出演している。
また、宇治市が舞台の物語である『源氏物語宇治十帖』の内容を、主要人物の名前や性格付けのモデルとしている。『源氏物語』関連の取材や撮影についても、宇治市源氏物語ミュージアムが協力している。

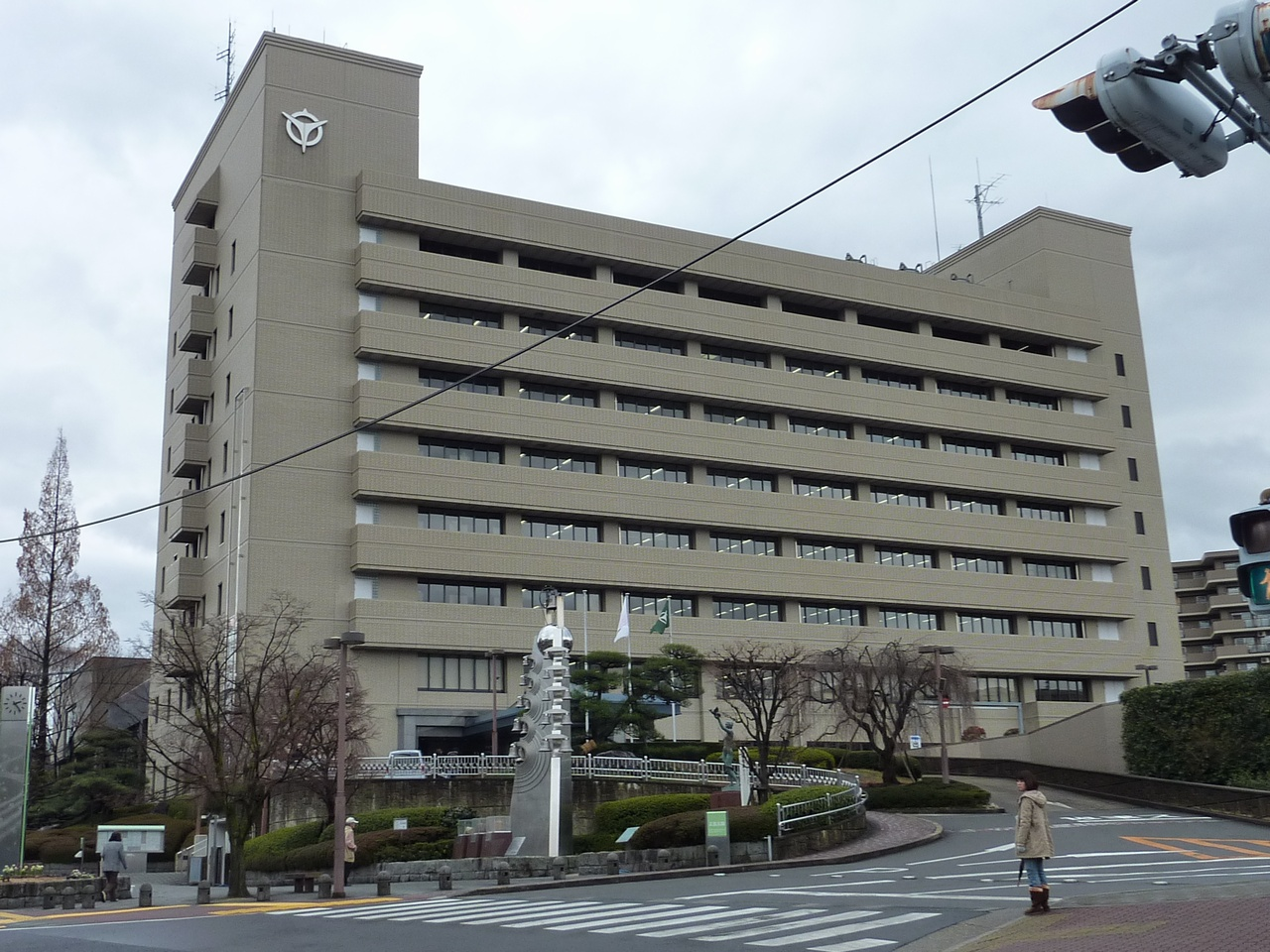
宇治市役所
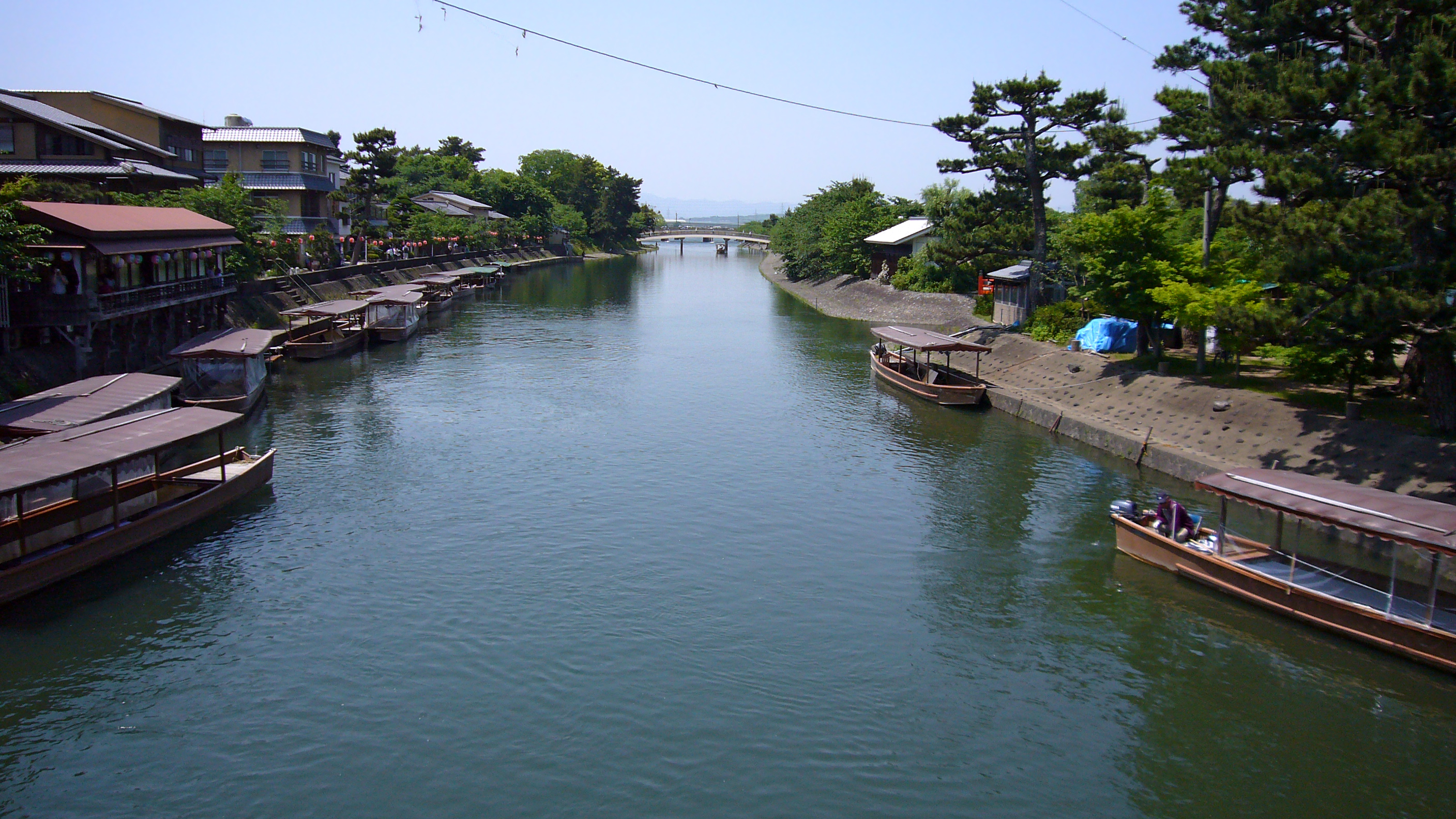
宇治川
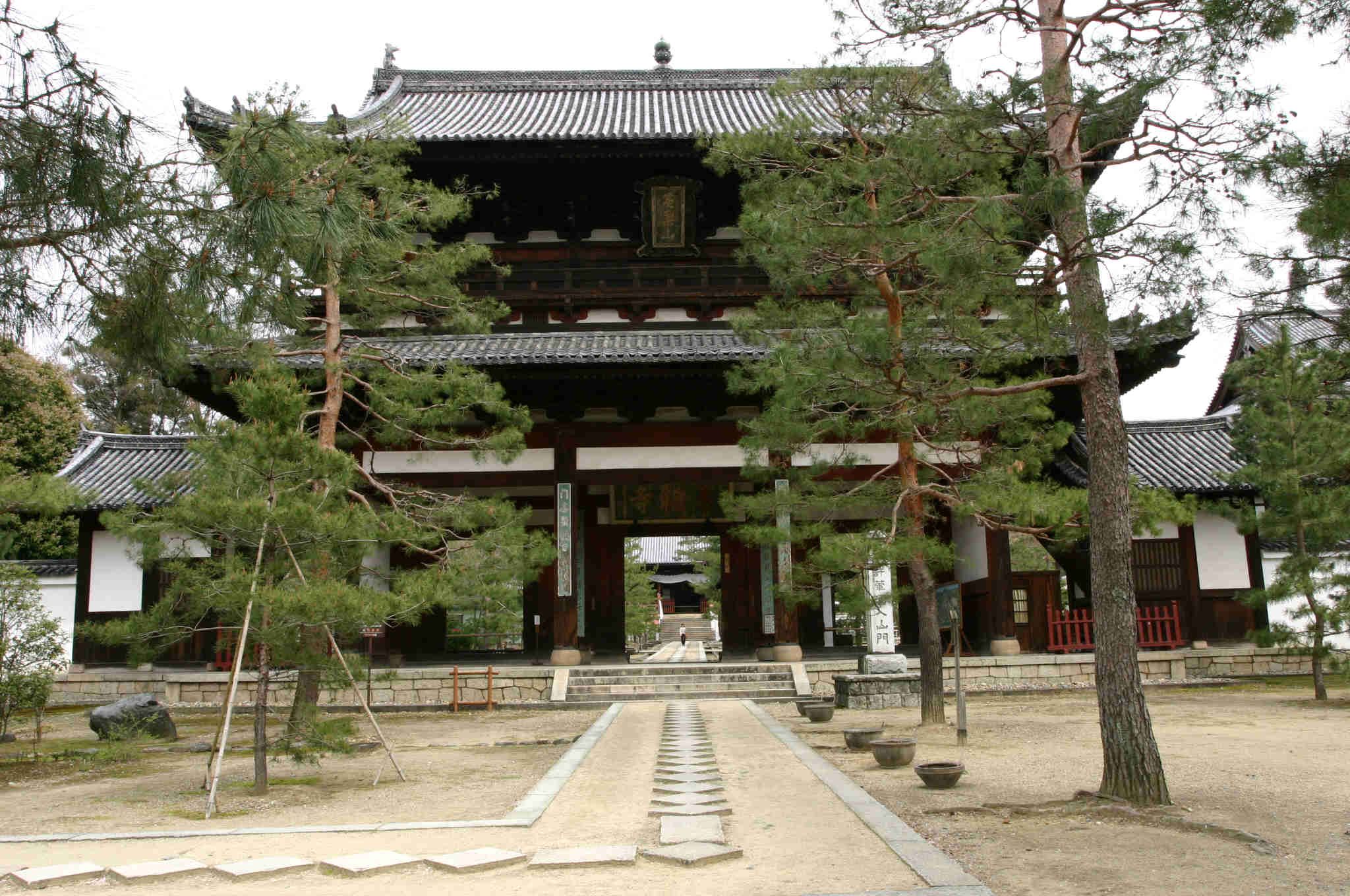
萬福寺

## あらすじ
笹本薫平は幼い頃から、成績優秀で女の子にモテる幼なじみの宮島宗佑と比べて何ごとも上手くいかず、初恋の人・立花夕浮も彼に奪われる鬱屈した少年時代を過ごす。26歳になり宇治市役所で働く薫平は、異動して間もない農林茶業課の仕事にも不熱心だったが、ある日宇治川で鵜匠をする夕浮と再会する。
一旦就職したが故郷の宇治に帰り、父の仕事を継いだ夕浮に再び心惹かれる薫平は、彼女の気を惹くため、平安時代より貴族たちの恋を盛り上げるイベントであった鵜飼いのロマンにちなみ、鵜飼いと宇治茶のコラボレーションによる婚活イベントを企画する。しかし宇治茶農家の協力が得られず、さらに夕浮を中心とするイベントに本人が抵抗する。ある夜、薫平が宗佑に呼び出されたレストランに行くとそこには夕浮がおり、彼らが結婚し夕浮が鵜飼いを辞めて宗佑の海外赴任についてゆくと聞かされる。夕浮は結婚の件を師匠である父に話して怒りを買い、鵜飼い舟への乗船を禁じられる。
夕浮は薫平の母・葉子に、宗佑と交際していたが彼の浮気癖に嫌気がさして別れ、就職先の大阪を離れて幼い頃からの憧れだった鵜匠を始めたが、宗佑から求婚され、もう一度信じようと思ったと語る。薫平はイベントを諦めようとするが、葉子は宇治十帖を引き合いに、男たちの、自分の気持ちを押しつけるだけのひとりよがりをたしなめる。上司にも叱咤激励された薫平は、再びイベントのために力を入れ、一旦断られた農家・高橋の元にも赴く。成功の保証もない最高級の茶作りに人生を賭けてきた高橋の言葉に励まされた薫平は、夕浮の鵜飼いこそが自分にとっての一番だといい、イベントに出てほしいと彼女に語る。仕事への思いが溢れ、後悔していた夕浮は父に頭を下げる。父は先行きの厳しい鵜飼いの仕事を継ぐよりも結婚のほうが娘の幸せであると考え夕浮を突き放したのだが、彼女の願いに応えて復帰を許す。
イベント当日、薫平はいずれ夕浮が結婚する現実に向き合うのが辛く、別の場所で仕事をするが、鵜飼いの開始時間が近づくと宇治川へと走る。鵜匠として晴れ姿を見せる夕浮を薫平は誇らしく見つめ、イベントは成功を収める。後日、夕浮は薫平に恋が叶うというペアの匂い袋を渡し、宗佑と別れこれからも宇治川の鵜匠を続けてゆくことを告げる。

## 登場人物
笹本 薫平（ささもと くんぺい）〈26〉
演 - 伊藤淳史
宇治市役所農林茶業課職員。
『宇治十帖』の薫がモデル。
立花 夕浮（たちばな ゆうき）〈26〉
演 - 忽那汐里
女性鵜匠（うしょう）。
『宇治十帖』の浮舟がモデル。
笹本 葉子〈54〉
演 - 風吹ジュン
薫平の母。
立花 泰治〈58〉
演 - 平田満
夕浮の父。
三田村〈40〉
演 - 戸田昌宏
薫平の上司。
高橋〈70〉
演 - 佐川満男
宇治茶栽培農家。
宮島宗佑〈26〉
演 - 吉木遼
薫平の幼なじみ。
『宇治十帖』の匂宮がモデル。
キャスト出典：

## スタッフ
- 作 - 永田優子
- 演出 - 新野高史（NHK京都放送局）
- 制作統括 - 加藤善正（NHK京都放送局）